# Curtis Shears
Curtis Charles Shears (Omaha, Nebraska, 1901. július 4.  –  Bonita Springs, Florida, 1988. július 30.) olimpiai bronzérmes amerikai párbajtőrvívó.